# Simone Bagel-Trah

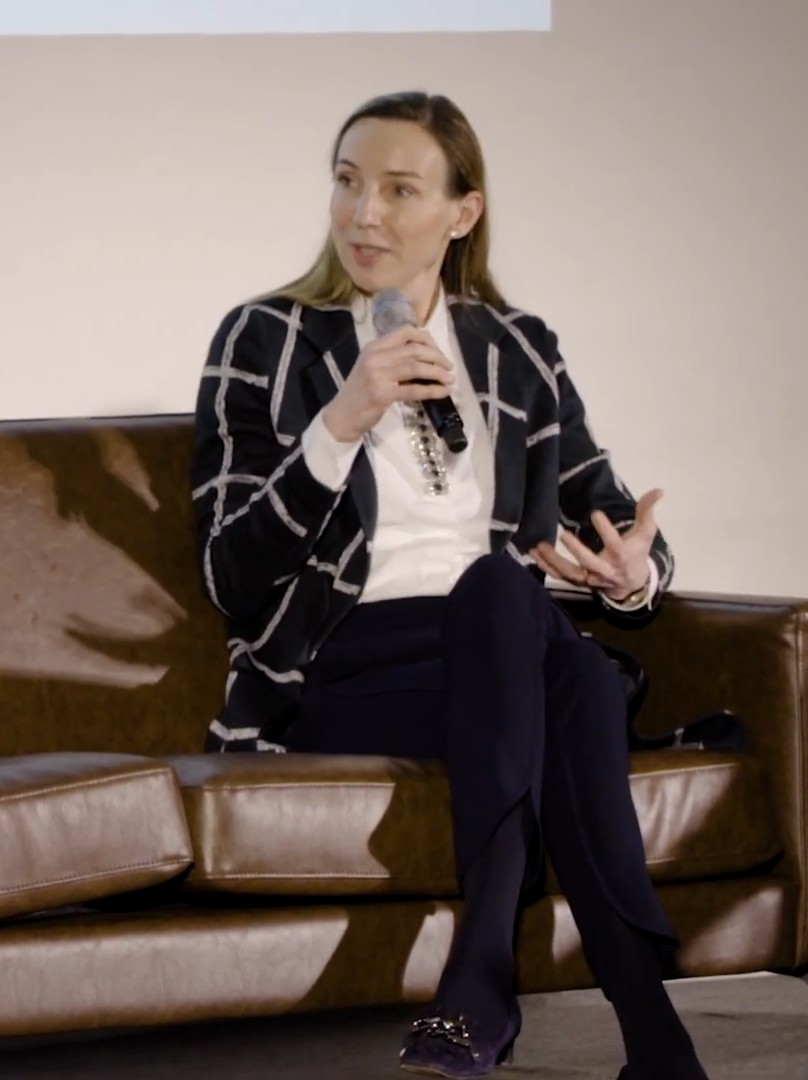
Simone Bagel-Trah, 2020

Simone Bagel-Trah (* 10. Januar 1969 in Düsseldorf) ist die Aufsichtsratsvorsitzende und Vorsitzende des Gesellschafterausschusses des Henkel-Konzerns.

## Leben
Bagel-Trah ist eine Ur-Ur-Enkelin des Henkel-Gründers Fritz Henkel.
Sie legte 1988 ihr Abitur am Max-Planck-Gymnasium in Düsseldorf ab. Von 1988 bis 1993 studierte sie Biologie an der Rheinischen Friedrich-Wilhelms-Universität in Bonn. 1998 promovierte sie dort mit einer Arbeit über Adhärenzeigenschaften chinolonresistenter E.coli-Isolate. Von 1998 bis 2000 war sie als selbstständige Beraterin für Projektmanagement im Bereich Mikrobiologie und Pharmazie tätig. 2000 wurde sie geschäftsführende Gesellschafterin der Antiinfectives Intelligence GmbH in Rheinbach. Sie ist Gründungsmitglied des seit dem 6. Dezember 2007 existierenden Hochschulrates der Heinrich-Heine-Universität Düsseldorf.
Seit dem 30. April 2001 ist Bagel-Trah Mitglied im Aufsichtsrat der Henkel AG & Co. KGaA. Ab dem 14. April 2008 war sie dessen stellvertretende Vorsitzende. Am 22. September 2009 übernahm sie den Vorsitz und ist damit die erste und mit Stand Januar 2020 einzige Frau auf dieser Position in einem DAX-40-Unternehmen. Gleichzeitig übernahm sie auch den Vorsitz im Gesellschafterausschuss, dem neben den familienfremden Managern auch fünf Henkel-Erben angehören und welcher die Interessen der drei Henkel-Familienstämme bündelt.
Von 2014 bis 2024 war sie Mitglied im Aufsichtsrat der Bayer AG. Seit 2025 gehört Simone Bagel-Trah dem Verwaltungsrat von Chanel an. 2020 wurde sie von der Strategieberatung Boston Consulting Group (BCG) und dem Wirtschaftsmagazin manager magazin als  einflussreichste Frau der deutschen Wirtschaft des Jahres 2019 geehrt und als  „Prima inter Pares 2019“ ausgezeichnet.

## Familie
Simone Bagel-Trah ist eine Tochter von Fritz Bagel und Anja Bohlan.
Ihr Vater Fritz Bagel ist ein Sohn von Carl August Bagel (* 9. Juni 1902 in Düsseldorf; † 13. Juli 1941 ebenda) und Ilse Elisabeth Henkel (* 24. Juli 1908 in Düsseldorf; † 24. Oktober 1991 ebenda). Ihre Mutter Anja Bohlan (Ehename Bagel-Bohlan) ist Volkswirtin und veröffentlicht Bücher zur Sexualmoral im 19. und 20. Jahrhundert und Hitlers industriellen Kriegsvorbereitungen. Sie engagiert sich beim Salomon Ludwig Steinheim-Institut für deutsch-jüdische Geschichte.
Simone Bagel-Trah ist mit Christoph Trah (* 1966) verheiratet und hat zwei Kinder.